# Biblioteca Pública del Condado de Los Ángeles
La Biblioteca Pública del Condado de Los Ángeles (idioma inglés: County of Los Angeles Public Library) es el sistema de bibliotecas del Condado de Los Ángeles, California, Estados Unidos. Tiene su sede en Downey, y muchas sucursales.

## Sucursales
| - Agoura Hills (Agoura Hills) (anteriormente Las Virgenes Library) - Alondra (Norwalk) - Artesia (Artesia) - Avalon (Avalon) - Baldwin Park (Baldwin Park) - Bell (Bell) - Bell Gardens (Bell Gardens) - A. C. Bilbrew (Área no incorporada) - Canyon Country Jo Anne Darcy (Santa Clarita) - Carson Regional (Carson) - Castaic (Castaic, Área no incorporada) - Charter Oak (Covina) - Chet Holifield (Montebello) - City Terrace (East Los Angeles, Área no incorporada) - Claremont (Claremont) - Clifton M. Brakensiek (Bellflower) - Compton (Compton) - Cudahy (Cudahy) - Culver City Julian Dixon (Culver City) - Diamond Bar (Diamond Bay) - Duarte (Duarte) - East Los Angeles (East Los Angeles, Área no incorporada) - East Rancho Dominguez (Unincorporated Los Angeles County) - El Camino Real (East Los Angeles, Área no incorporada) - El Monte (El Monte) - Florence (Florence-Graham, Área no incorporada) - Gardena Mayme Dear (Gardena) - Graham (Florence-Graham, Área no incorporada) | - Hacienda Heights (Hacienda Heights, Área no incorporada) - Hawaiian Gardens (Hawaiian Gardens) - Hawthorne (Hawthorne) - Hermosa Beach (Hermosa Beach) - Hollydale (South Gate) - Huntington Park (Huntington Park) - Angelo M. Iacoboni (Lakewood) - La Cañada Flintridge (La Cañada Flintridge) - La Crescenta (La Crescenta) - La Mirada (La Mirada) - La Puente (La Puente) - La Verne (La Verne) - Lake Los Angeles (Palmdale) - Lancaster Regional (Lancaster) - Lawndale Library (Lawndale) - Lennox (Lennox) - Littlerock (Littlerock, Área no incorporada) - Live Oak (Arcadia) - Lomita (Lomita) - Los Nietos (Área no incorporada) - Lynwood (Lynwood) - Malibu (Malibu) - Manhattan Beach (Manhattan Beach) - Maywood Cesar Chavez (Maywood) - Montebello (Montebello) - Newhall (Newhall) - Norwalk (Norwalk) - Norwood (El Monte) - George Nye, Jr. (Lakewood) - Paramount (Paramount) - Pico Rivera (Pico Rivera) - Quartz Hill (Quartz Hill) | - Anthony Quinn (East Los Angeles) - Rivera (Pico Rivera) - Rosemead (Rosemead) - Rowland Heights (Rowland Heights, Área no incorporada) - San Dimas (San Dimas) - San Fernando (San Fernando) - San Gabriel (San Gabriel) - Masao W. Satow (Alondra Park, Área no incorporada) - Sorensen (Área no incorporada) - South El Monte (South El Monte) - South Whittier (South Whittier, Área no incorporada) - Sunkist (La Puente) - Lloyd Taber-Marina del Rey (Marina del Rey, Área no incorporada) - Temple City (Temple City) - Valencia Library (Valencia, Santa Clarita) - Dr. Martin Luther King Jr. (Carson) - View Park (View Park-Windsor Hills, Área no incorporada) - Walnut (Walnut) - Leland R. Weaver (South Gate) - West Covina (West Covina) - West Hollywood (West Hollywood) - Westlake Village (Westlake Village) - Willowbrook (Willowbrook, Área no incorporada) - Wiseburn (Hawthorne) - Woodcrest (Área no incorporada) |  |

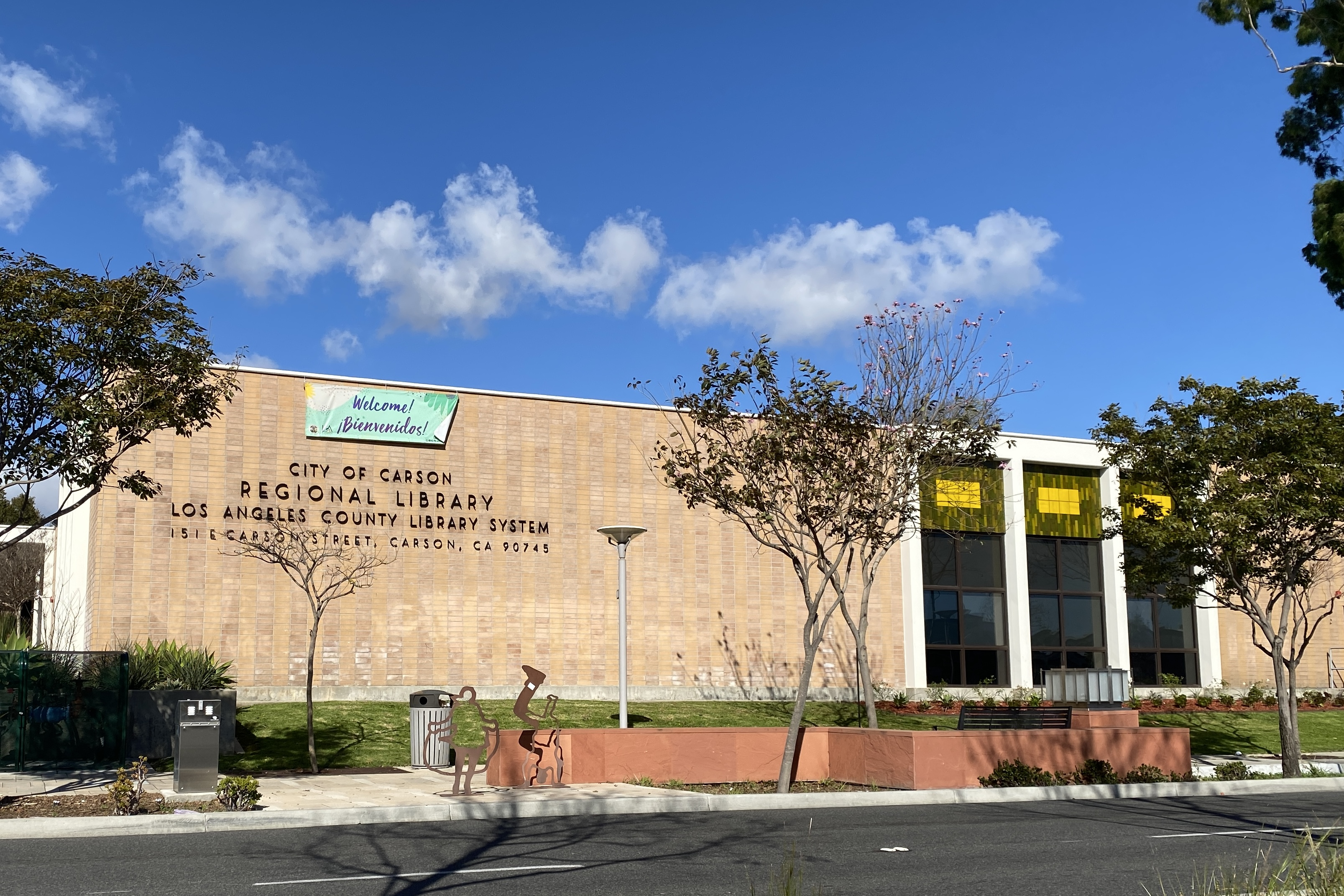
Carson Library

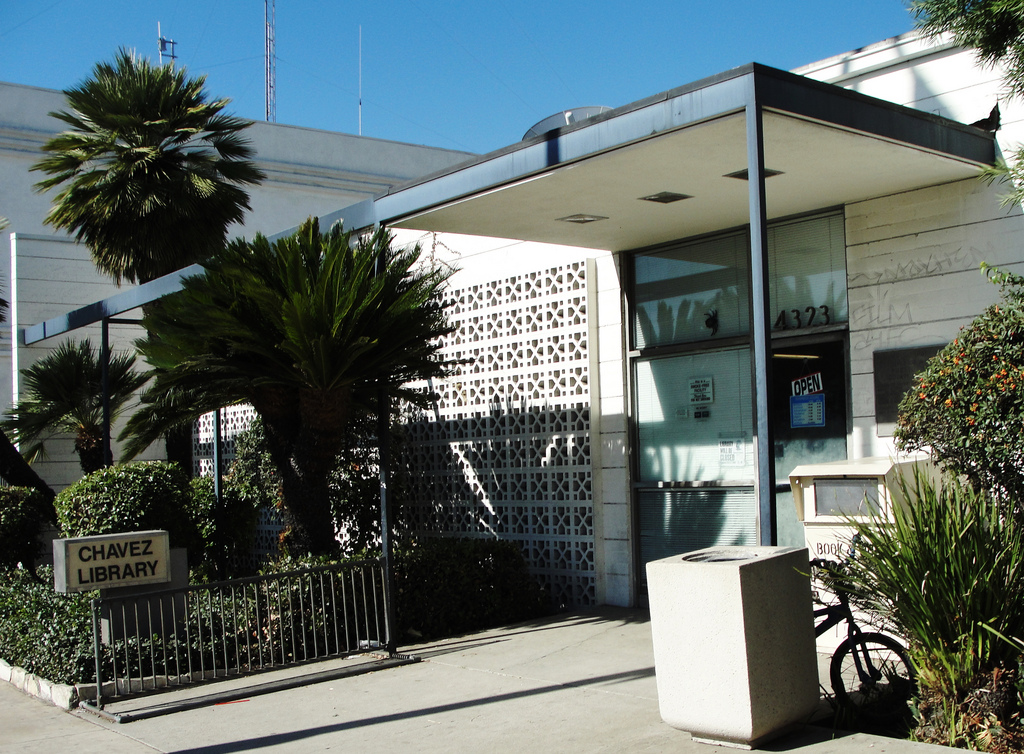
Maywood Cesar Chavez Library

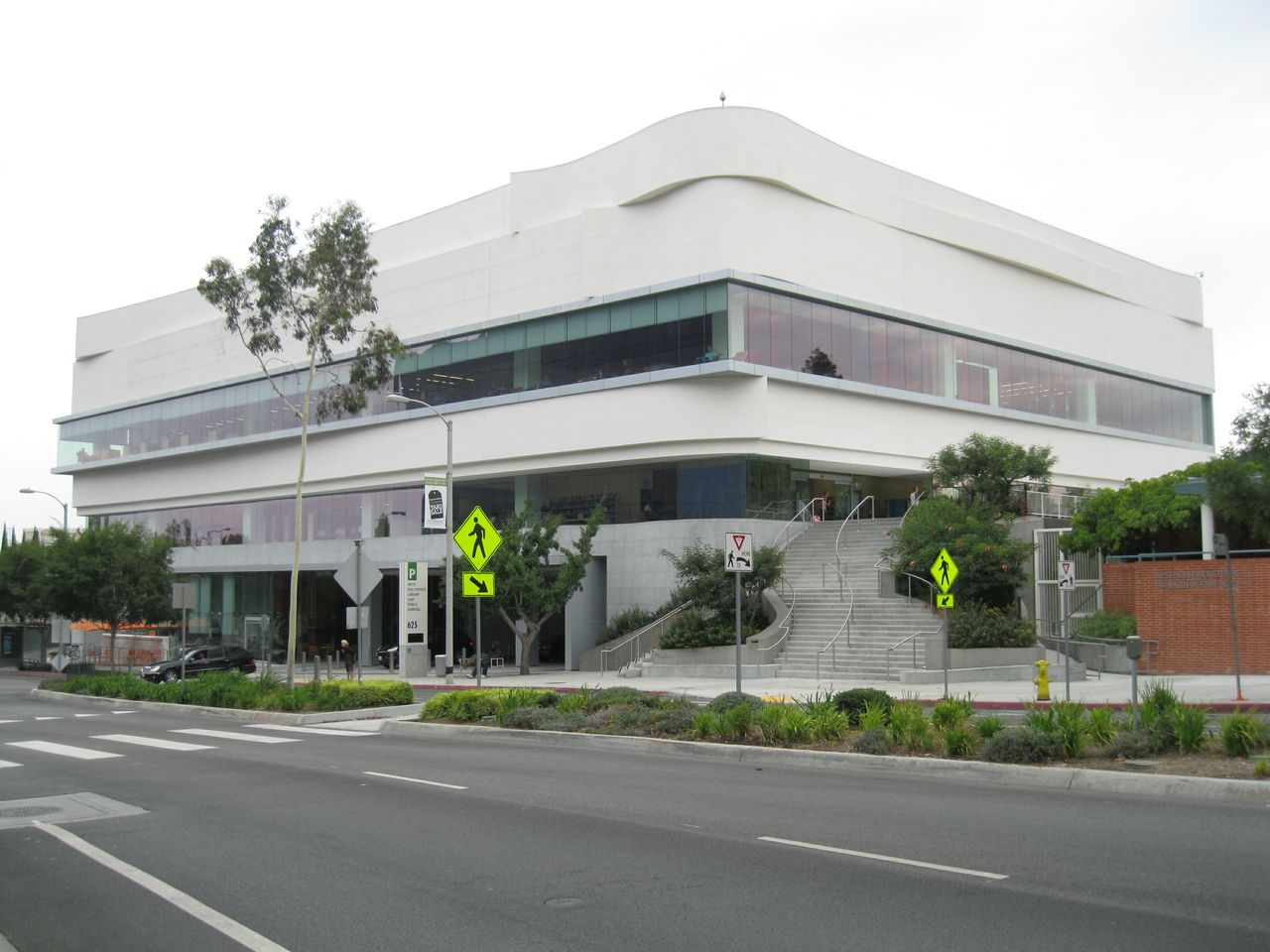
West Hollywood Library

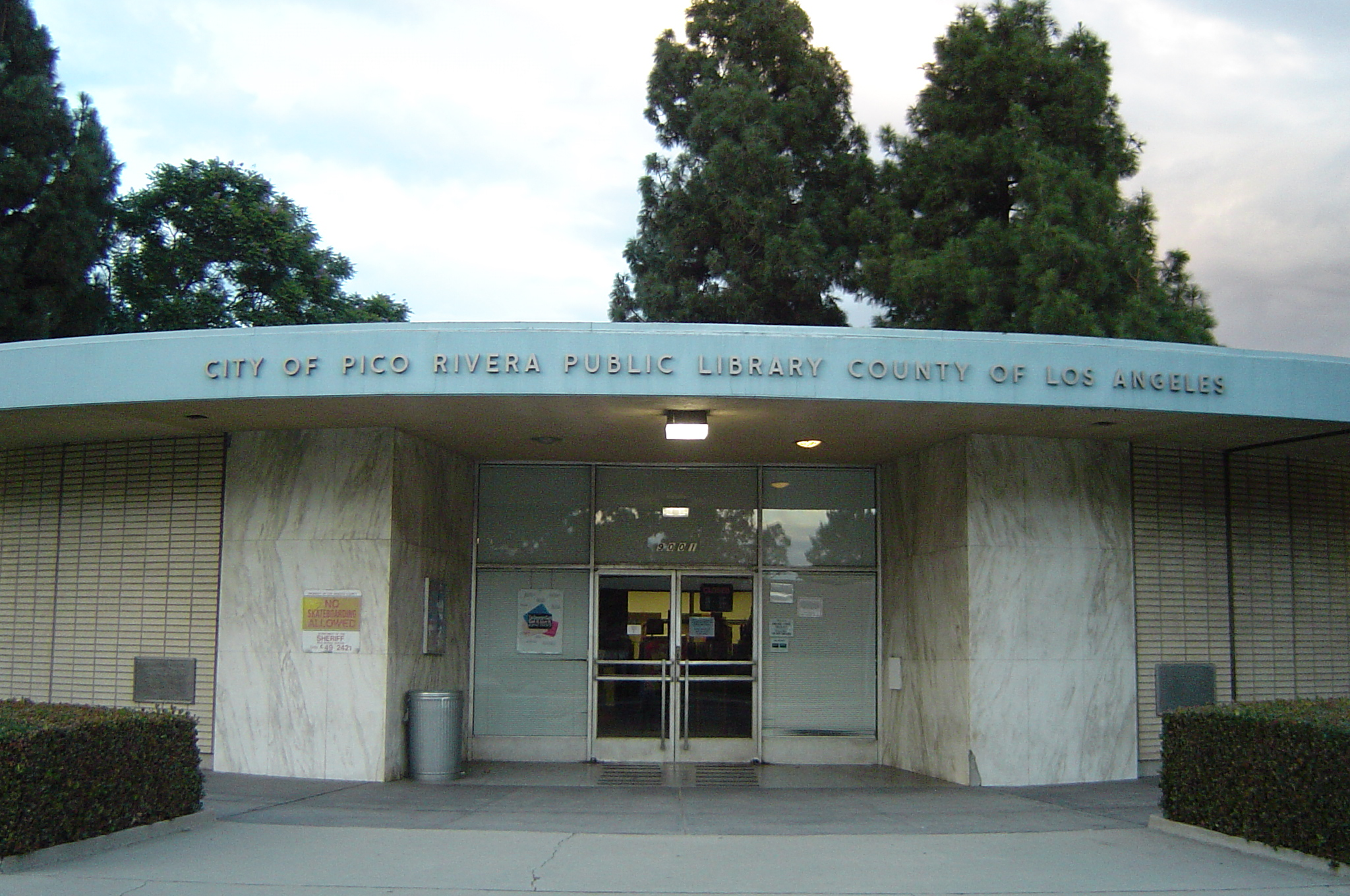
Antiguo Pico Rivera Library

### Bookmobiles
- Antelope Valley (Lancaster)
- Las Virgenes (Lancaster)
- Santa Clarita Valley (Santa Clarita)
- Urban Outreach (West Covina)